# Rohenkeim
Die Herren von Rohenkeim waren eine Niederadelsfamilie, die im Dienste der Grafen von Dürn standen.

## Geschichte
Als Ortsadel waren sie ursprünglich für die Verwaltung des Roigheimer Herrenhofs zuständig. 1251 zog wahrscheinlich ein Zweig der Familie mit Ruprecht II. von Dürn nach Forchtenberg, wodurch dieser Zweig den Namen Rohenkein von Forchtenberg trug. Nach dem Aussterben der Dürner Adelsfamilie kamen sie in die Dienste der Grafen von Hohenlohe. Aufgrund von Wappengleichheit wird zudem eine Verwandtschaft mit dem Möckmühler Ortsadelsfamilie namens Luchs vermutet.
Als erstes der Familie tritt Kraft von Rohenkeim (Craphto de Rohenkeim) im Jahr 1275 urkundlich in Erscheinung. Bekanntester Vertreter war Heinrich von Rohenkeim. Er wurde 1407 Abt des Klosters Schöntal, war Beichtvater der Königin Barbara und ließ das Kloster reichsunmittelbar werden. Die letzte Erwähnung scheint mit Andreas Rohenkheim im Jahr 1437 gewesen zu sein, welcher Pfarrer in Sindringen gewesen war.